# Мартинелли, Матеус
Матеус Мартинелли Лима (порт. Matheus Martinelli Lima; родился 5 октября 2001, Президенти-Пруденти) — бразильский футболист, полузащитник клуба «Флуминенсе».

## Биография
Начал футбольную карьеру в молодёжных командах «Марилия», «Озвалду-Крус» и «Гремио Баруэри». В 2017 году стал игроком клуба «Флуминенсе». 30 ноября 2020 года дебютировал в основном составе «Флуминенсе» в матче Серии А бразильского чемпионата против «Ред Булл Брагантино». 31 января 2021 года сделал «дубль» в матче бразильской Серии A против «Гояса». 22 апреля дебютировал в Кубке Либертадорес в матче против аргентинского клуба «Ривер Плейт».